# Katrin Wagner-Augustin
Katrin Wagner-Augustin (Brandenburg an der Havel, 13 de outubro de 1977) é uma velocista alemã na modalidade de canoagem.

## Carreira
Foi vencedora das medalhas de ouro no K-4 500 m em Sydney 2000, Atenas 2004 e Pequim 2008, além do K-2 500 m em 2000.
Obteve ainda a medalha de prata no K-4 500 m em Londres 2012 e a de bronze no K-1 500 m em 2008.